# Хасанов, Насим
Насим Хасанов (1924 — 1977) — полный кавалер Ордена Славы, участник Великой Отечественной войны, разведчик 41-й отдельной гвардейской разведывательной роты 39-й гвардейской стрелковой дивизии, гвардии сержант.

## Биография
Насим Хасанов родился 9 августа 1924 года в кишлаке Узбек Ургутского района Самаркандская области Узбекистана в семье крестьянина. Узбек. Окончил 6 классов. С 1941 года жил в городе Нурек (Таджикистан), затем в городе Орджоникидзе (ныне Владикавказ). В РККА — с 1942 года. В боях Великой Отечественной войны — с октября 1942 года.
Разведчик 41-й отдельной гвардейской разведывательной роты 39-й гвардейской стрелковой дивизии (8-я гвардейская армия) гвардии сержант Хасанов 27 января 1945 года, с группой разведчиков, проник на окраину д. Шённернхаузен (4 км севернее города Познань, Польша) и уничтожил 5 гитлеровцев, забросав гранатами дом, превращенный автоматчиками в опорный пункт. 10 апреля 1945 года награждён Орденом Славы 3-й степени.
20 апреля 1945 года, находясь в группе разведчиков, при прочесывании парка Темпельхов (в черте Берлина) вступил в бой с группой вражеских пехотинцев. Оставшиеся к концу боя в живых гитлеровцы сдались в плен. Хасанов лично уничтожил огнём из автомата 2 солдат. 7 июня 1945 года награждён Орденом Славы 2-й степени.
23 апреля 1945 года Н. Хасанов, действуя в составе группы разведчиков, первым переправился через реку Шпрее, в районе города Кёпеник (юго-восточнее пригород Берлина) и огнём прикрывал форсирование. В ходе боев на плацдарме уничтожил 2 гитлеровцев и 5 взял в плен. 11 июня 1945 года награждён Орденом Славы 2-й степени, 4.5.1976 года перенаграждён Орденом Славы 1-й степени.
В 1947 году Насим Хасанов демобилизован. Жил в кишлаке Чиртак Орджоникидзеабадского района Таджикистана. Работал в колхозе.
Умер 10 апреля 1977 года Похоронен в кишлаке Чиртак.

## Награды
- Орден Славы I степени. Перенагражден. Указ Президиума Верховного Совета СССР от 4 мая 1976 года.
- Орден Славы II степени. Приказ Военного совета 8 гвардейской армии № 703/н от 7 июня 1945 года.
- Орден Славы II степени. Приказ Военного совета 8 гвардейской армии № 722/н от 11 июня 1945 года.
- Орден Славы III степени. Приказ командира 39 гвардейской стрелковой дивизии № 0173/н от 10 апреля 1945 года.